# Alexander Schöppner
Alexander Schöppner (* 1. April 1820 in Fulda; † 3. August 1860 in München) war ein deutscher Pädagoge und Schriftsteller.

## Leben
Sein Taufname war Johannes. Er wurde geboren als Sohn des Schneiders Wilhelm Schöppner und dessen Ehefrau Theresia geb. Müller. In seiner Heimatstadt Fulda besuchte er das Gymnasium.
Danach trat Alexander Schöppner 1838 zu Münnerstadt in den Augustinerorden ein und erhielt den Ordensnamen Alexander. 1839 legte er seine Profess ab und begann mit dem Studium der Theologie sowie der Philosophie an der Universität Würzburg. 1843 empfing er die Priesterweihe, wonach er fünf Jahre als Lehrer am Augustiner-Gymnasium Münnerstadt wirkte.
1847 verließ Schöppner mit päpstlicher Erlaubnis den Orden und wurde Weltpriester. Ab 1848 unterrichtete er als Lehrer am Descartes-Gymnasium in Neuburg an der Donau, ab 1850 am Maximiliansgymnasium München. 1852 erhielt er Sonderurlaub für seine schriftstellerischen Arbeiten und kränkelte ab 1853; zum 30. Juli 1855 trat er auf eigenen Wunsch in den Ruhestand.
Er starb 1860 an einem Lungenödem und wurde auf dem Alten Münchner Südfriedhof beigesetzt.
Alexander Schöppner wurde vor allem als Sammler bayerischer Sagen bekannt. Er veröffentlichte auch unter dem Pseudonym Johannes Einsiedel.

## Werke (Auswahl)
- Bavaria – zwölf Bilder ihrer Geschichte, Rieger, München 1850
- Bayerische Geschichte in Romanzen, Balladen und Liedern deutscher Dichter, Rieger, München 1852
- Sagenbuch der Bayerischen Lande, 3 Bände, Rieger, München 1852–1853 (Bd. 1 online – Internet Archive, Bd. 2 online – Internet Archive, Bd. 3 online – Internet Archive), Volksausgabe 1866
  - Sagenbuch der Bayerischen Lande. Erster Band Neuausgabe Hofenberg, Berlin 2014, ISBN 978-3-8430-3746-4
  - Sagenbuch der Bayerischen Lande. Zweiter Band Neuausgabe Hofenberg, Berlin 2014, ISBN 978-3-8430-3748-8
  - Sagenbuch der Bayerischen Lande. Dritter Band Neuausgabe Hofenberg, Berlin 2014, ISBN 978-3-8430-3750-1
- Kleine Literaturkunde, 2. überarbeitete Auflage, Lindauer, München 1863 (Ausgabe München 1854 online – Internet Archive)
- Kurzweiliger und lehrreicher Schulmeisterspiegel. Zum Nutzen und Vergnügen für Schullehrer in Stadt und Land, München 1858 (online – Internet Archive)
- Charakterbilder der allgemeinen Geschichte, 3 Bände, Schaffhausen 1858 (Bd. 3 online – Internet Archive)
- Parochus Jovialis, das ist: Geistliche Kurzweil für melancholisches und langweiliges Gemüth, Augsburg 1870 (Bd. 3 online – Internet Archive)
- Charakterbilder aus der Weltgeschichte. 3 Bände. 4., gänzl. umgearb. Aufl. Neubearb. von Leo König. Manz, Regensburg 1909–1910 (Digitalisat).